# (1343) Nicole
(1343) Nicole – planetoida z pasa głównego asteroid okrążająca Słońce w ciągu 4 lat i 44 dni w średniej odległości 2,57 au. Została odkryta 29 marca 1935 roku w Algiers Observatory w Algierze przez Louisa Boyera. Nazwa planetoidy pochodzi od imienia siostrzenicy odkrywcy. Przed nadaniem nazwy planetoida nosiła oznaczenie tymczasowe (1343) 1935 FC.